# Barbarossula peniculus
Barbarossula peniculus är en fjärilsart som beskrevs av Felix Bryk 1950. Barbarossula peniculus ingår i släktet Barbarossula och familjen tandspinnare. Inga underarter finns listade i Catalogue of Life.